# Mare du col de l'Ange
La mare du col de l'Ange est un reliquat de lac temporaire situé sur la commune de Draguignan. Une grande partie est en cours d'urbanisation, une autre plus petite est propriété du Conseil général du Var. Son réseau hydrographique a été modifié et n'est plus tout à fait naturel (drainage, collecteur d'eau de ruissellement...). Elle abrite encore une plante rare, protégée au niveau national, Lythrum tribracteatum, lié à ce type d'habitat. Son niveau d'eau est fonction de la saison et de la pluviométrie. Le niveau d'eau maximum est atteint pendant la saison la plus humide (souvent hiver, mais aussi printemps et automne). Tandis que les périodes sèches (le plus souvent l'été) provoquent son asséchement complet contraignant les organismes occupant ce biotope à une adaptation particulière (La diapause, la quiescence, la fuite et dans une moindre mesure la dormance constituent les principaux moyens pour subsister au dessèchement de ce type de milieu). 

## Superficie
La superficie "historique" de la mare, dans son étendue la plus grande et la plus visible est de 4,5 hectares. L'étendue d'eau couvrant la propriété du conseil départemental du Var est de 1350 mètres carrés environ. Elle occupe la parcelle cadastrée n° 356. Celle-ci est séparée de la plus grande partie de la mare depuis 1886-1888 date de la construction de la Ligne Central-Var.

## Flore
L'espèce phare du site est le Lythrum tribracteatum ou "salicaire à trois bractées" présente sur très peu de sites dans le Var. Neuf d'après Le Var et sa flore, Plantes rares ou protégées.
Peuplier blanc (Populus alba), peuplier noir (Populus nigra), frêne... 
À noter quelques sujets anciens de Robinia pseudoacacia (robinier faux-acacia) le long de l'ancienne voie ferrée. Leur présence peut s'expliquer par l'utilisation qui en aurait été faite pour éloigner le bétail des voies. Ses épines et sa croissance rapide étant un précieux atout pour faire des haies. L'arbre contenant également de la robine (dans l'écorce) et de la robinine (feuilles et graines), des lectines toxiques pour l'homme et les animaux (en particulier le cheval).

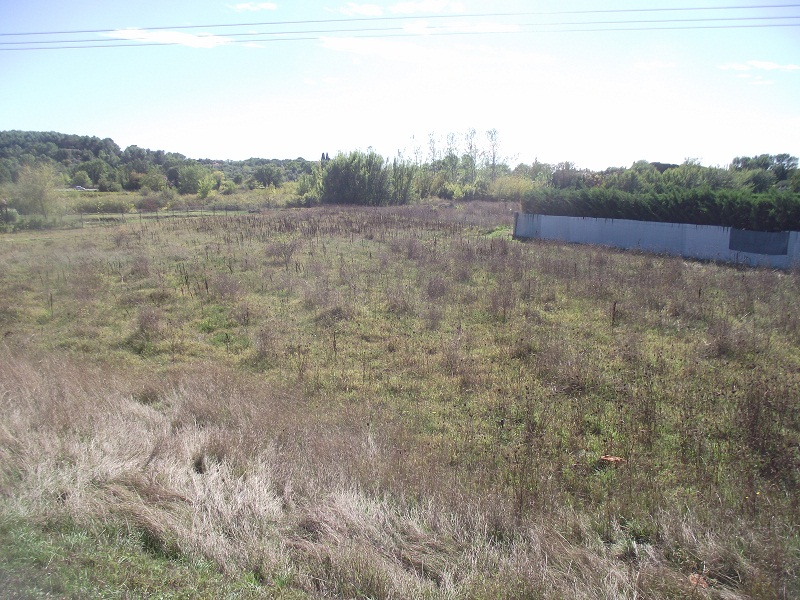
Partie en cours d'urbanisation le 10 octobre 2012

## Historique
- En 2008 paraît "le Var et sa flore, Plantes rares ou protégées" édité par Naturalia et réalisé par l'association Inflovar sous la direction de Roger Cruon. Georges Rebuffel rédacteur de la fiche[2] sur Lythrum tribracteatum mentionne l'existence d'une station à la Mare du col de l'Ange.
- Le 30 octobre 2010 une sortie botanique est organisée par le CEN PACA sur les sites des dépressions autour de Draguignan[3]. Le Conseil général du Var (propriétaire en partie) est informé de l'importance du site.
- En juin 2011 une étude d'impact de RTE mentionne la valeur de la mare lors de travaux sur une liaison électrique reliant les Bouches-du-Rhône aux Alpes-Maritimes[4]